# Joaquim António de Aguiar
Joaquim António de Aguiar (Coimbra, 24 de agosto de 1792 – Barreiro, Lavradio, 26 de maio de 1874) foi um político e maçom português do tempo da Monarquia Constitucional e importante líder dos cartistas e mais tarde do Partido Regenerador. Foi por três vezes presidente do Conselho de Ministros de Portugal (1841–1842, 1860 e 1865–1868, neste último período chefiando o Governo da Fusão, um executivo de coligação dos regeneradores com os progressistas). Ao longo da sua carreira política assumiu ainda várias pastas ministeriais, designadamente a de Ministro dos Negócios Eclesiásticos e da Justiça durante a regência de D. Pedro nos Açores em nome da sua filha D. Maria da Glória. Foi no exercício dessa função que promulgou a célebre lei de 30 de maio de 1834, pela qual declarava extintos "todos os conventos, mosteiros, colégios, hospícios e quaisquer outras casas das ordens religiosas regulares", sendo seus bens secularizados e incorporados na Fazenda Nacional. Essa lei, por seu espírito antieclesiástico, valeu-lhe a alcunha de o Mata-Frades.

## Biografia
Joaquim António de Aguiar nasceu em Coimbra, a 24 de agosto de 1792, filho de D. Teresa Angélica de Aguiar e do cirurgião Xavier António de Aguiar, que pertenciam à alta nobreza portuguesa: seus genitores estavam enraizados na nobreza local e gozavam de grande respeito.
Quando ainda frequentava os estudos preparatórios para ingresso na Faculdade de Leis da Universidade de Coimbra, deu-se em 1807 a primeira invasão de Portugal pelos exércitos franceses de Napoleão Bonaparte, sob o comando do general Jean-Andoche Junot. Face à situação que então se viveu em Portugal, abandonou os estudos e alistou-se no Batalhão Académico formado em Coimbra. Integrado nesse batalhão e noutras unidades militares, participou como soldado na Guerra Peninsular.
Terminado aquele conflito, regressou a Coimbra e matriculou-se no curso de Leis, concluindo-o com a maior distinção, aprovado unanimemente em todos os actos e premiado nos últimos anos. Obteve no fim do curso a classificação mais distinta e honrosa que a Universidade de Coimbra atribuía aos seus alunos. Apesar de inicialmente pretender ingressar na magistratura judicial, acabou por permanecer na Universidade, onde obteve o grau de Doutor em Leis no ano de 1815.
Tendo-se doutorado, no ano de 1816, foi opositor a uma das cadeiras da Faculdade de Direito, sendo seleccionado Lente com o voto unânime da congregação universitária. Começou então a exercer funções docentes, que acumulava com as de fiscal da Fazenda e de conservador da Universidade.
Foi iniciado na Maçonaria em data e Loja afecta ao Grande Oriente Lusitano desconhecidas e com nome simbólico desconhecido, tendo sido evocado como maçom pelo Grande Oriente Lusitano Unido por ocasião da sua morte.

### Início de carreira
Sendo conhecido por suas ideias liberais, foi preterido na nomeação para um lugar nas colegiaturas dos Colégios de São Pedro e de São Paulo da Universidade de Coimbra, a favor de outros candidatos considerados de menor mérito. Essa situação foi levada às Cortes Gerais e Extraordinárias da Nação Portuguesa, então reunidas em Lisboa na sequência da Revolução Liberal de 1820, as quais deliberaram, depois de acalorada discussão, admiti-lo, sem mais formalidade, no lugar da colegiatura de São Pedro, o que lhe granjeou grandes inimizades. Em resposta, Joaquim António de Aguiar publicou em setembro de 1822 um folheto em que demonstrava as suas ideias de assumido liberal.
Em consequência, quando em 1823 se estabeleceu o governo miguelista, por decreto de 8 de novembro de 1823 foi mandado sair do colégio de S. Pedro e teve de abandonar a docência e procurar refúgio na cidade do Porto. Face ao regresso ao absolutismo, e com as suas ideias liberais tão publicamente manifestadas, só lhe restava emigrar, o que fez.
Contudo, quando em 1826 foi proclamado o governo de D. Pedro IV, voltou a Coimbra, sendo em abril desse ano nomeado lente-substituto em Leis da Faculdade de Direito, com exercício na cadeira de Direito Pátrio. Nesse mesmo ano foi eleito deputado às Cortes pela Província da Beira, tomando assento na câmara até 13 de março de 1826. No parlamento revelou-se um parlamentar combativo e um grande orador, defendendo os princípios liberais mais avançados da monarquia constitucional representativa. Manteve-se no parlamento até 1828, quando as Cortes foram dissolvidas por ordem de D. Miguel.
Voltou então a Coimbra, mas foi logo intimado pelo conservador da Universidade que, por ordem do Governo, devia sair da cidade no prazo de 24 horas, desterrado para Tabuaço. Não considerando prudente ir para aquela vila, recolheu-se ao Porto, mas logo se viu obrigado a emigrar para Londres. No entretanto, foi declarado rebelde em Portugal e banido para sempre da Universidade de Coimbra.
Perseguido por suas ideias Liberais, teve de exilar-se durante o Absolutismo Miguelista, regressando a Portugal com os Bravos do Mindelo, em 1832.
Junto da emigração liberal portuguesa em Londres exerceu grande actividade, sendo um dos maiores aliados de Pedro de Sousa Holstein, então marquês de Palmela, na condução da política do governo no exílio e na preparação teórica da implantação do liberalismo em Portugal.
Participou na expedição de socorro à ilha Terceira, comandada por João Carlos Oliveira e Daun, futuro marechal Saldanha, e que se gorou devido ao bloqueio britânico então imposto às forças liberais acantonadas nos Açores. Teve então de procurar refúgio em Brest, e dois anos depois conseguiu atingir a ilha Terceira. Estando integrado no Corpo dos Voluntários da Rainha, foi transferido para o Corpo Académico então estacionado na vila da Praia da Vitória.
Na Terceira teve uma participação activa nos acontecimentos que precederam a transferência das forças liberais para a ilha de São Miguel, de onde partiu em integrado nas forças que a 8 de julho de 1832 protagonizaram o Desembarque do Mindelo, entrando na cidade do Porto no dia seguinte.

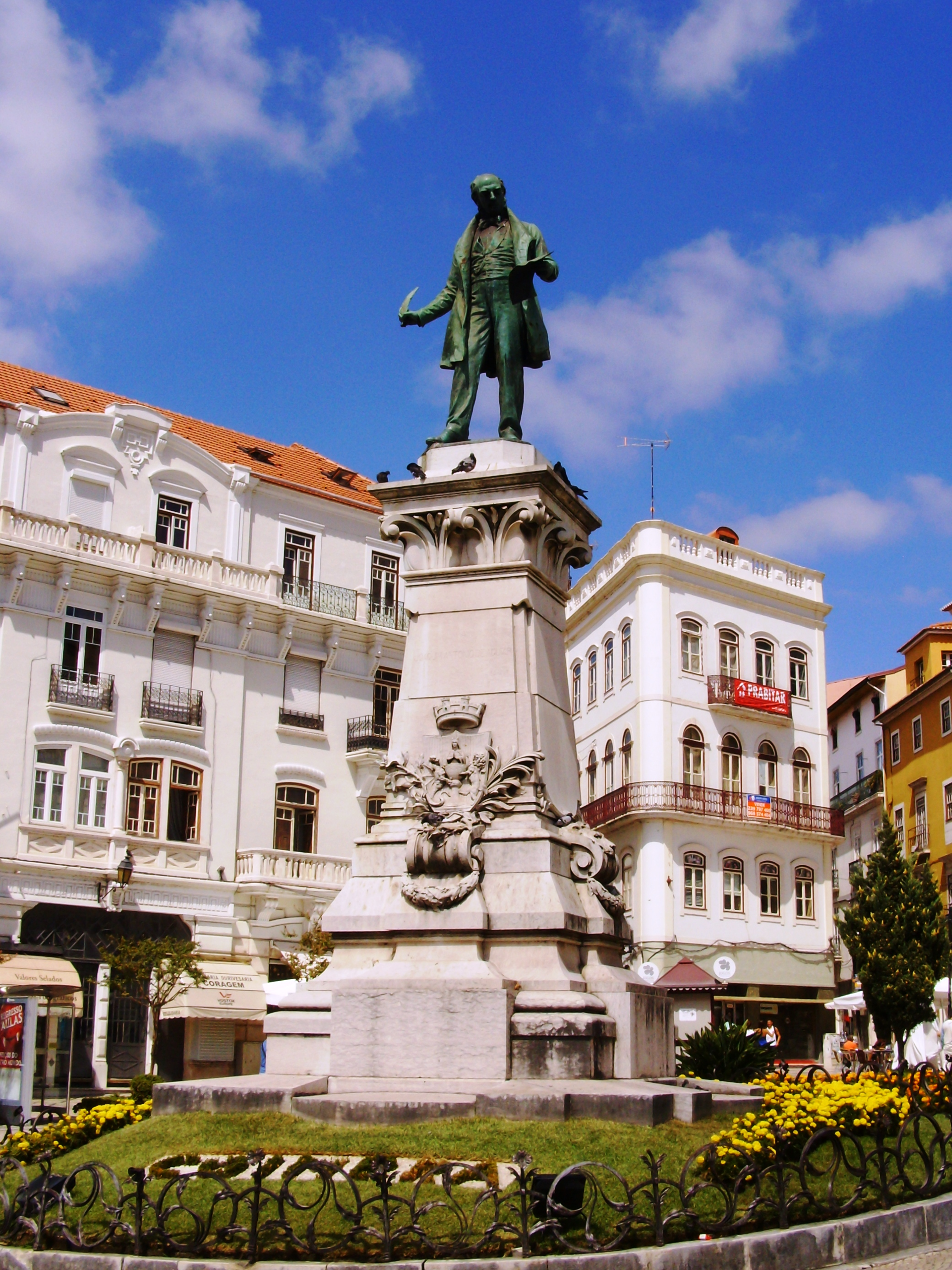
Monumento em homenagem a Joaquim António de Aguiar, Coimbra

Durante o Cerco do Porto foi nomeado juiz do Tribunal de Guerra e de Justiça e membro da comissão encarregada de elaborar o Código Penal e o Código Comercial. Também ocupou o cargo de Procurador-Geral da Coroa, lugar que foi exercer em Lisboa, logo que a capital foi conquistada pelas forças liberais. Pouco depois passou a exercer as funções de Juiz Conselheiro do Supremo Tribunal de Justiça.
Foi pela primeira vez nomeado membro do governo a 15 de outubro de 1833, ocupando o cargo de Ministro do Reino, sendo a 23 de abril de 1834 transferido para o cargo de Ministro dos Negócios Eclesiásticos e da Justiça, cargo que exerceu até à morte de D. Pedro IV em setembro desse ano ou até 1836.
Nesse curto período conseguiu demonstrar a sua capacidade reformista e distinguiu-se decretando a reorganização dos municípios e a extinção das ordens religiosas, em 1834, mandando incorporar os seus bens na Fazenda Nacional. Esta medida deu brado no país, suscitando grande oposição entre as forças mais conservadores e no mundo rural, valeu-lhe a alcunha de Mata-Frades que conservaria durante toda a sua carreira política. Tendo deixado o governo, ingressou na actividade parlamentar, tendo sido deputado eleito pelos círculos eleitorais das províncias da Estremadura, Douro Litoral, Alentejo (Alto Alentejo e Baixo Alentejo) e Beira Alta.
A 20 de Abril de 1836 regressou ao governo, assumindo de novo a pasta dos Negócios Eclesiásticos e da Justiça, mas os acontecimentos de 9 de setembro desse ano, o eclodir da chamada Revolução de Setembro, obrigaram o ministério a demitir-se. Sendo um cartista convicto, recusou aceitar a revogação da Carta Constitucional de 1826, pelo que se demitiu do lugar de conselheiro do Supremo Tribunal de Justiça e se retirou da vida pública.
Só quando a Constituição Política da Monarquia Portuguesa de 1838 foi jurada pela rainha e pela nação, apesar de se manter fiel aos seus princípios e ao trono, aceitou retomar o seu assento na Câmara dos Deputados como deputado pelos círculos eleitorais de Coimbra, Lamego e Vila Real. Por lei de 28 de agosto de 1840 foi reintegrado no cargo de conselheiro do Supremo Tribunal de Justiça.
Em 9 de Julho de 1841 foi nomeado Presidente do Conselho de Ministros, cargo que acumulava com o de Ministro do Reino, conservando-se no poder até 7 de fevereiro de 1842, data em que o governo caiu devido à restauração da Carta Constitucional. Nesse mesmo ano foi eleito deputado pelos círculos eleitorais da Estremadura e do Alentejo, tomando então parte muito activa na política da oposição.
Regressou ao poder a 19 de julho de 1846, no governo chefiado pelo duque de Palmela, sendo-lhe confiada, novamente, a pasta da Justiça. Esse Ministério teve curta duração, pois terminou a 6 de outubro imediato no conhecido golpe palaciano de Emboscada. Ainda assim, Joaquim António de Aguiar fez jus à sua fama de reformador, aprovando uma lei da reforma eleitoral que pretendia garantir a liberdade do voto e punir a corrupção e o caciquismo que dominavam avassaladoramente os actos eleitorais.
À Emboscada seguiu-se a Revolução da Maria da Fonte e a guerra civil da Patuleia, acontecimentos que fizeram com que Joaquim António de Aguiar fosse novamente exonerado do cargo de conselheiro do Supremo Tribunal de Justiça, apenas para ser reintegrado uma vez acalmada a situação revolucionária.
Quando o golpe de Regeneração triunfou em 1851 foi afastado da esfera do poder, mas ainda assim conservou uma notável actividade política como deputado eleito pelo círculo eleitoral de Coimbra. No ano seguinte, por carta régia de 3 de janeiro, foi elevado a Par do Reino.
A 9 de Novembro de 1854, foi nomeado provedor da Santa Casa da Misericórdia de Lisboa, cargo no qual prestou grandes e reconhecidos serviços.
A 1 de Maio de 1860 foi chamado à presidência do gabinete ministerial, mas o seu governo foi efémero, já que foi demitido a 4 de julho daquele mesmo ano.
Já no período agudo de instabilidade do regime da Monarquia Constitucional portuguesa que se seguiu ao falhanço da Regeneração, voltou ao poder, pela última vez, a 4 de setembro de 1865, acumulando com a pasta do Reino até 1866, mas governou por apenas alguns meses, já que a 4 de janeiro de 1868 foi derrubado pelo movimento da Janeirinha.

### Últimos anos e morte
Joaquim António de Aguiar foi sempre um homem de hábitos simples, recusando os títulos e mercês com que pretenderam honrá-lo. Também não usava as grã-cruzes e condecorações que lhe foram concedidas por alguns governos estrangeiros.
Faleceu a 26 de maio de 1874, na sua quinta de São Marcos, então na freguesia de Santa Margarida do Lavradio, concelho do Barreiro, nos arredores de Lisboa. O seu corpo foi trasladado para o cemitério da Conchada, em Coimbra, a 10 de dezembro de 1885, sendo depositado numa modesta sepultura.